# محمد عبد المجيد إسماعيل
المستشار الدكتور محمد عبد المجيد إسماعيل نائب رئيس مجلس الدولة في مصر، الحائز على جائزة الدولة في القانون 2011-2012
زميل المجمع الملكي للمحكمين الدوليين بالمملكة المتحدة
عضو الجمعية الفرنسية للتحكيم، ووكيل النائب العام بمصر سابقاً، وله العديد من المؤلفات والأبحاث المنشورة في مجال القانون بالعربية والإنجليزية، ويعد من الشخصيات العامة في الأوساط القانونية والقضائية المصرية والعربية.
تم ترشيحه من قبل لعضوية معهد القانون الدولي. من الدكتور بطرس بطرس غالي، والدكتور أحمد صادق القشيري، والدكتور جورج أبي صعب.

## مولده
ولد المستشار الدكتور محمد عبد المجيد إسماعيل في نوفمبر 1967 في مدينة القاهرة بجمهورية مصر العربية لأب يعمل نائباً لرئيس مجلس الدولة، ورئيساً بمحكمة القضاء الإداري حيث رأس والده دائرة العقود الإدارية لفترات طويلة وساهم مساهمة كبيرة في إرساء مبادئ العقود الإدارية لسنوات طوال كما شارك في العديد من الأحكام التاريخية في قضاء مجلس الدولة المصري. وينتهي نسب والده إلى إحدى عائلات محافظة الدقهلية بدلتا مصر حيث كان جده لوالده تاجراً (رب عمل) بمحافظة الدقهلية. ويقال بوجود صلة مصاهرة بين عائلة جده بالدقهلية والسيد / عبد اللطيف البغدادي نائب رئيس الجمهورية في عهد الرئيس جمال عبد الناصر وعضو مجلس قيادة ثورة يوليو 1952 .
المستشار محمد عبد المجيد إسماعيل هو حفيد فضيلة الإمام الأكبر الشيخ / محمد عليش المالكي الكبير شيخ الجامع الأزهر، ومفتي الديار المصرية، وعميد فقه السادة المالكية في العالم العربي وأبرز من ألف أمهات المراجع في الفقه المالكي، وأسس الطريقة الشاذلية، كما انه اشتهر بانه من ابرز الموالين للثورة العربية، وجهاد الأزهر في وجه الاحتلال الإنجليزي حتى وفاته 1882. والمستشار إسماعيل كذلك هو حفيد فضيلة الشيخ عبد الرحمن محمد عليش عضو هيئة كبار العلماء بالأزهر الشريف ومن كبار فقهاء المذهب المالكي، حيث إن الشيخ عبد الرحمن محمد عليش هو جده المباشر (والد جدته لوالدته مباشرة) ونجل فضيلة الإمام الأكبر ومفتى الديار الشيخ محمد عليش المالكي الكبير.

## المؤهلات العلمية
1. زمالة FCIArb-UK للمجمع الملكي للمحكمين الدوليين بالمملكة المتحدة عام 2011 بالمملكة المتحدة وهي أعلى مؤهل علمي أكاديمي وتطبيقي في العالم في التحكيم الدولي وكأول قاضى مصري يحصل على هذا المؤهل في الهيئات القضائية المصرية.[5]
2. حصل على الدكتوراه في الحقوق بعنوان «عقود الأشغال الدولية» في مايو 2000 من جامعة القاهرة بتقدير جيد جداً مع مرتبة الشرف مع تبادل الرسالة مع الجامعات الأخرى وطبعها على نفقة الجامعة، وقد قضى من فترة البحث ثماني عشر شهراً (عام ونصف) طالباً للبحث العلمي للدكتوراه بجامعة لندن – المملكة المتحدة،(وقد تخلل فترة البحث عدة زيارات لفرنسا للبحث العلمي).
3. حصل على الماجستير في الحقوق (دبلوم القانون العام والجنائي) من جامعة القاهرة عام 1992 .
4. حصل على الليسانس في الحقوق من جامعة القاهرة عام 1988 وكان الطالب المثالي للكلية لذلك العام.[6]

## نبذه عن حياته
تخرج المستشار محمد عبد المجيد إسماعيل في كلية الحقوق بجامعة القاهرة حيث دخلها متفوقاً من الدراسة الثانوية، وعين بعد التخرج وكيلاً للنيابة العامة بنيابات وسط القاهرة، ثم صدر القرار الجمهوري بتعيينه بمجلس الدولة في مايو 1993، وتدرج في المناصب القضائية بكفاءة شديده، وعمل بجميع أقسام مجلس الدولة حتى صدر القرار الجمهوري بترقيه إلى أعلى درجات السلم القضائي وهي درجة نائب رئيس مجلس الدولة في 15 / 6 / 2008 .
كان متفوقاً في معظم سنوات الدراسة بكلية الحقوق وكذلك الماجستير. حصل على الدكتوراه في التحكيم في عقود الدولة للإنشاءات ذات الطبيعة الدولية في عام 2000 بأعلى تقدير في لائحة الكلية ونشرت رسالته أربعة مرات منها ثلاثة بالعالم العربي وهي مصر 2000، بيروت 2003، البحرين 2018، كما نشرت بألمانيا باللغة الإنجليزية في عام 2015 بعد عمله كباحث بمؤسسة ماكس بلانك بهامبورغ.[بحاجة لمصدر]
انكب المستشار الدكتور محمد عبد المجيد إسماعيل على الدرس والبحث، فبجانب مشاركته في إصدار العديد من الأحكام في قضايا الرأي العام، وأمهات المنازعات في العقود الإدارية والدولية بمجلس الدولة والتي تأيدت من مركز حسم منازعات الاستثمار التابع للبنك الدولي (الأكسيد)، فقد عمل مستشاراً لأكبر وزارات في مصر السنوات الماضية حيث كان له دوراً رئيسياً كمستشار لوزير البترول، وكذلك وزارة التجارة والصناعة، والهيئة العامة للاستثمار والمناطق الحرة، واللجنة القضائية لبراءات الاختراع بأكاديمية البحث العلمي. قام بتمثيل مصر في العديد من المنتديات الدولية بالمملكة المتحدة، ومقر الأمم المتحدة بجنيف.
عرف عن المستشار الدكتور إسماعيل نهمه الشديد للبحث العلمي والتأليف، حيث قام يتأليف العديد من المراجع الفقهية (المؤلفات والأبحاث) في المملكة المتحدة، وبرلين (ألمانيا)، وبيروت والعالم العربي ومصر، وذلك مع أكبر الناشرين في أوروبا، وبيروت، ومصر، وكللت جهوده بحصوله على جائزة الدولة في القانون عام 2011، من جمهورية مصر العربية، وهو القانوني العربي الوحيد الذي ألف العديد من المؤلفات الفقهية القانونية في المملكة المتحدة، حيث توجد مؤلفاته بمكتبات كبريات الجامعات البريطانية، وتوزع بالولايات المتحدة الأمريكية، وسيدنى بأستراليا، وهو صاحب أول مؤلف في العالم في الفقه الإنجليزي والأمريكي في التحكيم في منازعات الاستثمار الدولية في دول العالم العربي (منشور بالمملكة المتحدة).

## مناصب شغلها
- نائب رئيس مجلس الدولة المصري منذ يونيو 2008، وحتى الآن.
- وكيل النائب العام بجمهورية مصر العربية.
- مستشاراً رئيسياً لوزير البترول والثروة المعدنية بجمهورية مصر العربية.
- مستشاراً لوزير التجارة والصناعة بجمهورية مصر العربية.
- مستشاراً رئيسياً ورئيس هيئة المستشارين لوزير الصناعة والتجارة والسياحة بمملكة البحرين.
- مستشاراً لهيئة التشريع والرأي القانوني بمملكة البحرين، والمدير التنفيذي للدورية العلمية الأكاديمية الصادرة عنها.
- مستشاراً للهيئة العامة للاستثمار والمناطق الحرة بجمهورية مصر العربية.
- مستشاراً باللجنة القضائية لبراءات الاختراع بأكاديمية البحث العلمي بجمهورية مصر العربية.
- أستاذ زائر ومناقش لرسائل الدكتوراه بعدد من الجامعات بجمهورية مصر العربية منذ عام 2002.
- أستاذ زائر بمركز ماكس بلانك لأبحاث القانون الخاص، والخاص الدولي بهامبورج، ألمانيا.
- أستاذ ممتحن للدكتوراه بجامعة هل Hull بالمملكة المتحدة.
- أستاذ زائر ومناقش لرسائل الماجستير بالأكاديمية الملكية للشرطة بمملكة البحرين.
- قام بتمثيل مصر في العديد من المنتديات الدولية بالمملكة المتحدة، وفرنسا، ومقر الأمم المتحدة بجنيف.
- محاضراً بمركز القاهرة الإقليمي للتحكيم التجاري الدولي لسنوات طوال، ومحاضراً بغرفة البحرين لتسوية المنازعات BCDR-AAA ، وبجامعة الدول العربية.

## إسهامات في الرأي العام
1- شارك بإسهامات كثيره للصحافة المصرية والعربية منذ حوالي عقدين من الزمان، لاسيما جريدتي الأهرام والأخبار المصريتين اليوميتين، ومجلة أكتوبر والعديد من الصحف وتحديداً في القانون الدستوري.
2- ضيف دائم متحدث بالتليفزيون المصري والقنوات الفضائية بالإنجليزية وبالعربية، منذ عام 2003، في موضوعات علم العلاقات الدولية، والقانون الاقتصادي الدولي، والقانون الدولي، والقانون الدستوري، والتحكيم الدولي، وموضوعات الصحافة العالمية.

## أهم التخصصات القانونية التي ألف لها
التحكيم الدولي، العقود الدولية، وعقود الدولة، والقانون الدستوري، وعلم العلاقات الدولية، كما ألف مؤلفاً للصحافة بالتعاون مع دار المعارف في مصر
المستشار إسماعيل هو القاضي المصري الوحيد، وضمن قلائل في العالم العربي، الحاصل على زمالة المجمع الملكي للمحكمين الدوليين بالمملكة المتحدة وهو أعلى مؤهل أكاديمي وتطبيقي في العالم في التحكيم الدولي.
كان نتيجة خبراته القضائية وخبراته الدولية في البحث العلمي والتأليف وحصوله على جائزة الدولة وزمالة المجمع الملكي ببريطانيا أن دعته جامعة لندن كأستاذ محاضر وضيف شرف متحدث لطلبة الدراسات العليا في نوفمبر 2013 .
المستشار إسماعيل أستاذ ممتحن خارجي لرسائل الدكتوراه، والدكتوراه العليا، بالجامعات البريطانية الحكومية ذات التصنيف العالمي، كما انه أستاذ ممتحن للدكتوراه بالجامعات المصرية منذ عام 2002، وأستاذ محاضر زائر بالجامعات المصرية، وأستاذ محاضر زائر للقضاة بالدول العربية.
عمل محاضراً بمركز القاهرة الإقليمي للتحكيم التجاري الدولي لسنوات طوال، ومحاضراً بغرفة البحرين لتسوية المنازعات BCDR-AAA
مثل مصر وشارك في العديد من المؤتمرات الدولية بأوروبا والولايات المتحدة الأمريكية، وجامعة الدول العربية على مدى عشرين عاماً.
شارك بإسهامات كثيره للصحافة المصرية والعربية منذ أكثر من عقد من الزمان، يه لاسيما جريدتي الأهرام والأخبار المصريتين اليوميتين، ومجلة أكتوبر والعديد من الصحف وتحديداً في القانون الدستوري.
ضيف دائم متحدث بالتليفزيون المصري والقنوات الفضائية الإنجليزية والعربية، منذ عام 2003، في موضوعات علم العلاقات الدولية، والقانون الاقتصادي الدولي، والقانون الدولي، والقانون الدستوري، والتحكيم الدولي، والقانون العام، وموضوعات الصحافة العالمية.
المستشار إسماعيل يمارس رياضة التنس التي تعلمها منذ طفولته بانتظام، ومقيد باتحاد التنس المصري

## أهم أبحاثه ومؤلفاته
ألف اثنى عشر مؤلفاً منهم أربعة بالإنجليزية (المملكة المتحدة Routledge، وألمانيا)، وثمانية بالعربية (مصر، وبيروت، والبحرين). كنشر العديد من الأبحاث بالدوريات العلمية المصنفة عالمياً بالمملكة المتحدة، وألمانيا (بالإنجليزية)، وبالعالم العربي.
حصل مؤلفان من مؤلفاته بالعربية على جائزة الدولة من مصر، وهو أعلى وسام علمي بالعالم العربي منذ عام 1958 .
من مؤلفاته
- A book chapter titled ‘INNOVATION IN PUBLIC PROCUREMENTS IN THE EGYPTIAN PPPs LEGISLATION (With reference to PPPs legislation in Dubai and Kuwait) in an edited monograph titled: Public Contracting and Innovation: Lessons Across Borders, Gabriella Racca and Christopher Yukins, Bruylant, 2019. Sciences Po University Research Network Publications, Paris.
- التحكيم في عقود الأشغال العامة ذات الطبيعة الدولية، بالتطبيق على تشريعات دول مجلس التعاون لدول الخليج العربية، 2018، كتاب نُشر بالتعاون مع مركز التحكيم التجاري لدول مجلس التعاون لدول الخليج العربية، منظمة دولية إقليمية متخصصة. البحرين.
الدساتير العربية بين الواقع والمأمول، خواطر دستوريه حول المبادئ الأساسية التي يتعين أن تتضمنها الدساتير في عصر ثورات الربيع العربي مع إلقاء الضوء على الدساتير المصرية والعربية مقارنةً بالدساتير الأوروبية والدستور الأمريكي، منشورات الحلبى الحقوقية، بيروت، 2014 .
- «دراسات في العقد الإداري الدولي والتحكيم في عقود الدولة»  بالتطبيق على القواعد الجديدة لغرفة تجارة باريس ICC ، 2012، وقواعد التحكيم الجديدة لليونسترال UNCITRAL ، 2010 بيروت، 2014
- أصدر مؤلفاً بالمملكة المتحدة والولايات المتحدة بالتعاون مع واحدة من أكبر دور النشر البريطانية Routledge، حيث أجيز المؤلف للنشر بعد تقريرين سريين من أساتذة الجامعات البريطانية الكبرى، وصدر بالأسواق العالمية يوليو 2013، ليدرس بالجامعات لبريطانية، المؤلف هو الأول من نوعه في الفقه الأنجلو أمريكي الذي يعالج التحكيم في منازعات الاستثمار الدولية في منطقة الشرق الأوسط . - صدر المؤلف في يوليو 2013 .
عنوان المؤلف:
International Investment Arbitration
Lessons from Developments in the MENA Region
كتب مقدمة الكتاب أكبر أستاذ في العالم في التخصص وهو:
Professor: Martin Hunter
- عين أستاذاً زائراً بمجلس التحرير بجامعة لندن بالدورية العلمية الصادرة عنها:
The International Journal of Legislative Drafting and Law Reform" UK, IALS, University of London. The Journal is edited at the Institute of Advanced Legal Studies, University of London. website: www.ialdlarl.org.uk
كما عين عضواً بهيئة التحرير لمجلة «القانونية» بمملكة البحرين – دوريه علميه قانونيه تصدرها هيئة التشريع والإفتاء القانوني بوزارة العدل، مملكة البحرين.
- نشر بحثاً بمجلة التحكيم العربية الصادرة عن مركز القاهرة الإقليمي للتحكيم التجاري الدولي:
1) Infrastructure Agreements and the Concerned Minister's Consent before
2) starting Arbitration", Arab Arbitration Journal, December, The Law Journal of Cairo Regional Centre of International Commercial Arbitration(CRCICA), The Middle East Region, Dec. 2011,PP.171– 221, (in Arabic)
- نشر بالتعاون مع واحدة من أكبر دور النشر بالمملكة المتحدة Routledge مؤلفه الجديد بعنوان:
Globalization and New International Public Works Agreements in Developing Countries An Analytical Perspective
يقع المؤلف في حوالى 122000 كلمة (حوالى 320 صفحة) ويكون للأغراض الأكاديمية - كتب مقدمة المؤلف أكبر أستاذ في العالم في التخصص بجامعة لندن، وقاض بالمحكمة العليا لإنجلترا وويلز:
His Honour Humphrey Lloyd, QC
- أصدر بحثاً منشوراً بألمانيا (برلين) بالمجلة الأوروبية لعقود الشراكة
The European Public Private Partnership Law Review (PPPs), Lexxion, Berlin, Germany, January, 2012
بعنوان:
International Infrastructure Agreements and PPPS in Developing Countries, Substantive Principles, "with Special Reference to the Middle East and Latin America". وهي الدورية العلمية الأولى في أوروبا في عقود الشراكة .
- أصدر بحثاً منشوراً بالمملكة المتحدة بمجلة عقود الإنشاءات الدولية وهي الدورية العلمية الفصلية الأولى على العالم في التخصص وتوزع في كافة الدول الأوروبية وأمريكا The International Construction Law Review, Vol 27, Part 3, July 2010, Informa, UK.
	بعنوان: Globalisation and the Contractual Regime in International Public Works Agreements in Egypt.
- بحثاً منشوراً بمجلة هيئة قضايا الدولة بجمهورية مصر العربية بعنوان «التنظيم التشريعي والتعاقدي للأنماط الجديدة لعقود الدولة المتعلقة بمشروعات البنية الأساسية»، العدد الثاني، السنة الرابعة والخمسون، إبريل/ يونيو 2010 .
- بحثاً منشوراً بمجلة القانون والاقتصاد (مجلة تصدرها كلية الحقوق – جامعة القاهرة، جمهورية مصر العربية – عدد يناير 2011 حيث أجيز البحث للنشر من لجنة الأساتذة، وهو بالإنجليزية بعنوان Globalization and Liquidated Damages in the Anglo-American Jurisdictions: A Comparative Perspective with the Egyptian Legal System
- بحثاً منشوراً بألمانيا (برلين) بالمجلة الأوروبية لعقود الشراكة (PPPs) The European Public Private Partnership Law Review, Lexxion, Berlin, Germany, March 2010, بعنوان Legal Globalization and PPPS in Egypt .
- بحثاً منشوراً بالمملكة المتحدة بمجلة عقود الإنشاءات الدولية وThe International Construction Law Review, Vol 27, Part 1, January, 2010, Informa, UK
بعنوان: Globalisation and Contract Price in International Public Works Agreements in the Egyptian State Procurement Law: New Trends
وهي الدورية العلمية الفصلية الأولى على العالم في التخصص .
- مؤلفاً منشوراً في بيروت (منشورات الحلبى الحقوقية) بعنوان: «القانون العام الاقتصادي والعقد الإداري الدولي الجديد»  دراسة تأصيلية تحليلية مقارنة، – طبعة 2010، ويوزع بكافة الدول العربية وهو المؤلف الحائز على جائزة الدولة بالقانون بمصر عام 2011 .
- بحثاً منشوراً بالمملكة المتحدة بمجلة عقود الإنشاءات الدولية و The International Construction Law Review, vol.26, Part 4, Oct. 2009, Informa, UK.
بعنوان: Globalisation and Liquidated Damages on International Public Works Agreements in Egypt: An Analytical Perspective on the Penalty for Delay Clause in Infrastructure Agreements
وهي الدورية العلمية الفصلية الأولى على العالم في التخصص .
- مؤلفاً منشوراً في بيروت (منشورات الحلبي الحقوقية) بعنوان: «تأملات في العقود الدولية واثر العولمة على عقود الدولة» – طبعة 2010.
- مؤلفاً منشوراً في بيروت (منشورات الحلبى الحقوقية) بعنوان "عقود الأشغال الدولية والتحكيم فيها] طبعة 2003 حيث كان هذا المؤلف نسخة مطورة محدثة من رسالته للدكتوراه عام 2000.
- مؤلف رسالة الدكتوراه: حصل على الدكتوراه في الحقوق من جامعة القاهرة في مايو 2000 بعنوان عقود الأشغال الدولية بتقدير جيد جداً مع مرتبة الشرف مع تبادل الرسالة وطبعها على نفقة الجامعة وقد طبعت الرسالة بمصر عام 2000 ووزعت منها لكافة الدول العربية . وتقع في 478 صفحة.
- أبحاث منشورة في التحكيم التجاري الدولي في غضون أعوام 1996، 1997 في موضوعات التحكيم المتعدد الأطراف في عقود الإنشاءات الدولية.
-	Multi-Party Disputes in the International Construction Contracts Arbitration.
- Appointing The Arbitral Tribunal in Multi-Party Disputes” with
Special Reference to ICC Arbitration”.
- أصدر بالتعاون مع مؤسسة دار المعارف للنشر العريقة بمصر مؤلفاً صحفياً يتضمن ضمن ما يتضمن بعض المقالات المنشورة بجريدة الأهرام – صفحة قضايا وآراء- بالإضافة إلى بعض الرؤى المجتمعية والدولية والدستورية:
عنوان المؤلف: تأملات في الهم العام وعصر الجمهورية الثانية. خواطر حول تداعيات المشهد السياسي والدستوري في مصر وأطروحة صراع الحضارات لصموئيل هنتنجتون.

## في الصحافة
قام المستشار محمد عبد المجيد بنشر العديد من المقالات له تتعلق بالقانون والدستور ونشرت في صحف شهيرة مثل : الأهرام وغيرها